# Warwara Nikolajewna Jakowlewa

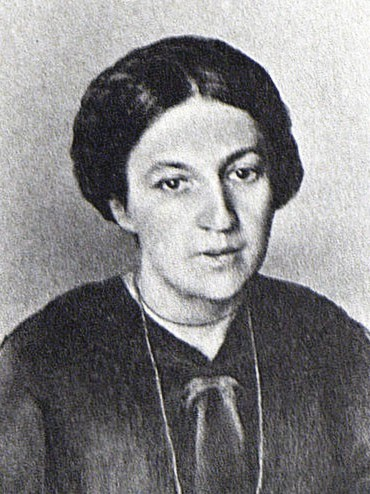
Warwara Jakowlewa (vor 1926)

Warwara Nikolajewna Jakowlewa (russisch Варвара Николаевна Яковлева; * 1884 in Moskau, Russisches Kaiserreich; † 11. September 1941 in Orjol) war eine sowjetische Politikerin.

## Leben
Jakowlewa war Mitglied der Bolschewiki seit 1904. Nach der Februarrevolution 1917 leistete sie Parteiarbeit in Moskau, wo sie auch aktiv am Oktoberaufstand teilnahm. In der Folgezeit übernahm sie eine leitende Tätigkeit im Obersten Volkswirtschaftsrat und war unter anderem stellvertretende Volkskommissarin für Bildung der Russischen Sowjetrepublik. Mitte der 20er Jahre unterstützte sie die Linke Opposition. Von 1930 bis 1937 war sie Volkskommissarin für Finanzen. Am 12. September 1937 wurde sie im Zuge der Stalinschen Säuberungen verhaftet und im dritten Moskauer Schauprozess als Belastungszeugin gegen Nikolai Bucharin eingesetzt. Sie wurde zu 20 Jahren Haft verurteilt.
Nach dem Überfall deutscher Truppen auf die Sowjetunion wurden am 11. September 1941 viele politische Häftlinge bei der Evakuierung des Zentralgefängnisses von Orjol vom NKWD erschossen, darunter auch Christian Rakowski, Olga Kamenewa und Warwara Jakowlewa.
Sie war mit dem Astronom und Revolutionär Pawel Karlowitsch Sternberg verheiratet.